# Borotice (Boemia centrale)
Borotice è un comune della Repubblica Ceca facente parte del distretto di Příbram, in Boemia Centrale.